# ジュニアケータイ
ジュニアケータイ（安心ジュニアケータイ）はKDDI／沖縄セルラー電話のauブランド向けフィーチャーフォン（携帯電話）端末のブランド名。小学4年生から小学6年生までの児童をメインターゲットに開発されている。
KDDIは「auジュニアケータイ」で商標登録している（第4948881号）。
また、本項では後継ブランドのmamorinoシリーズ（マモリーノ-）、およびジュニア向けスマートフォンのmiraieシリーズ（ミライエ-）、ジュニア向けスマートウォッチ型フィーチャーフォンのmamorino Watch（マモリーノ ウォッチ）についても便宜上記述する。

## 概要
子供の安全確保のため、護身用の防犯ブザーを携帯電話本体に搭載しているほか、GPS機能を利用した位置情報サービス（auの「安心ナビ」、セコムの「ココセコムEZ」など）に対応しており、子供に何らかのトラブルが発生した場合に役立つ機能が充実している。
たとえばA5520SA IIの場合、端末の電源がOFFの場合でも、一定間隔ごとに端末が起動しGPSによる位置情報を送信する「電源オフGPSメール」機能を搭載している。この機能は暗証番号によってロックされており、正しい暗証番号を入力するまで電源を完全に切ることができないようになっている。電池パックも当端末本体に添付されてきた専用の工具を使用しない限り簡単には取り外せないような仕組みになっており、誘拐のトラブルでありがちな「携帯電話を取り上げられたうえ、更には電源を切られてしまう」という事態にも対応している。mamorinoシリーズ（KYY01／02／05）に関しては端末の防犯ブザーを引くと、セコムに自動的に通報が届き、保護者に対応を確認後、セコムの緊急対処員が本端末を所持している児童のところに駆け付けるというシステムが組み込まれており、また、電池のピクト表示の残りの目盛りが1つ以下になると、あらかじめ登録してある保護者にメールで充電するように連絡をしたり、防犯ライトを時間帯で設定して、自動的に点灯させる機能なども用意されている。
このほか、児童が誤った操作で関係の無い所に電話をしてしまわないよう、所定の相手にしか電話をかけることのできない「ペア機能」などの便利機能が組み込まれている。

### 関連する社会現象
携帯電話は、飛行機に乗っている際に電波を送出することにより計器類に異常をもたらす可能性があるため、原則として電源を切る（または電波を発しない「機内モード」等に設定する）ことが求められる。
しかし飛行中に同機や類似の機能を搭載するNTTドコモのSA800i（キッズケータイ）は移動中にこの電源が自動的に入る機能が起動してしまうことがある。このため飛行機の搭乗時に同機能をオフにするか「完全電源OFF」状態にするよう空港等で注意喚起が呼びかけられている。
2006年の帰省シーズンには、ある程度自発性のある子供に携帯電話を持たせて出発元と目的地空港に保護者（出発元は両親が、目的地には祖父母が）出迎えることで、一人で飛行機に搭乗させるケースも年々増加していた中で、同機やキッズケータイによるトラブルが懸念されてのことである。

## 端末（2025年1月現在）
第1弾(A5520SA)〜第3弾(A5525SA)まではCDMA 1X（現・au 3G、CDMA2000 1xMC）対応音声用端末であり、第4弾(K001)よりCDMA 1X WIN（現・au 3G、CDMA2000 1xMC/EV-DO Rel.0）対応音声用端末、第8弾(KYL23)、第10弾(KYV39)のみau 4G LTE（FDD-LTE、KYV39のみau VoLTE(VoLTE)とWiMAX2+(TD-LTE)にも対応）対応スマートフォン、第9弾(ZTF31)のみau VoLTE（FDD-LTE/VoLTE）対応スマートウォッチ（ウェアラブル端末）型フィーチャーフォン、第11弾（ZTF32）以降よりau VoLTE（FDD-LTE/VoLTE）対応タッチパネル式フィーチャーフォンとなる。
- 第1弾 A5520SA - 2006年2月25日発売
- 第2弾 A5520SA II - 2006年9月2日発売
- 第3弾 A5525SA - 2007年3月9日発売
- 第4弾 K001（KY001） - この機種のみ『安心ジュニアケータイ』名義となる。2009年1月31日発売（ただし沖縄地区のみ同年2月3日発売）
- 第5弾 mamorino（KYY01） - 2010年3月10日発売。『安心ジュニアケータイ』派生機種。満8歳以下（小学2年生以下）の児童を対象とする。EZwebおよび外部メモリスロット（例・microSDカード用スロット等）、電源スイッチは非搭載。
- 第6弾 mamorino2（KYY02） - 2011年3月16日順次発売。mamorinoのマイナーチェンジ機種。
- 第7弾 mamorino3（KYY05） - 2013年1月11日発売。mamorino2のマイナーチェンジ機種。防水・防滴性能のほか、耐衝撃性能をサポートする。
- 第8弾 miraie KYL23 - 2015年1月30日順次発売。同キャリア向け初の本格的な子供向けスマートフォン。au 4G LTE対応、および防水・防滴性能のほか、耐衝撃性能をサポートする。
- 第9弾 mamorino Watch（ZTF31） - 2016年3月18日発売。VoLTEを利用した音声通話機能に対応した同キャリア向け初の子供向けスマートウォッチ型フィーチャーフォン。
- 第10弾 miraie f（KYV39） - 2017年1月20日発売。miraie KYL23の後継スマートフォン。au VoLTE、およびau 4G LTEに対応し、防水・防滴性能のほか、耐衝撃性能をサポートする。このほか、Google Playも条件付きで利用可能。
- 第11弾 mamorino4（ZTF32） -2018年2月上旬以降発売。 mamorino3の後継機種。シリーズ初のタッチパネルディスプレイ。音声操作補助機能を搭載。au VoLTE、およびau 4G LTEに対応。
- 第12弾 mamorino5（KYF40） -2019年2月以降発売。 mamorino4の後継機種。音声操作補助機能を搭載。au VoLTE、およびau 4G LTEに対応。
- 第13弾 mamorino6（SHF35） -2023年2月10日発売。 mamorino5の後継機種。音声操作補助機能を搭載。au VoLTE、およびau 4G LTEに対応。この機種より製造事業者が京セラからシャープに変更となる。

## EZweb制限（mamorinoシリーズ、miraieシリーズは除く）
- EZweb利用制限-料金照会やauホームページなどau公式サイトのみの閲覧が可能なホワイトリスト形式。
- EZweb安心アクセスサービス-KDDI審査済みサイトのみが閲覧可能なホワイトリスト形式。